# McKinley-Monument

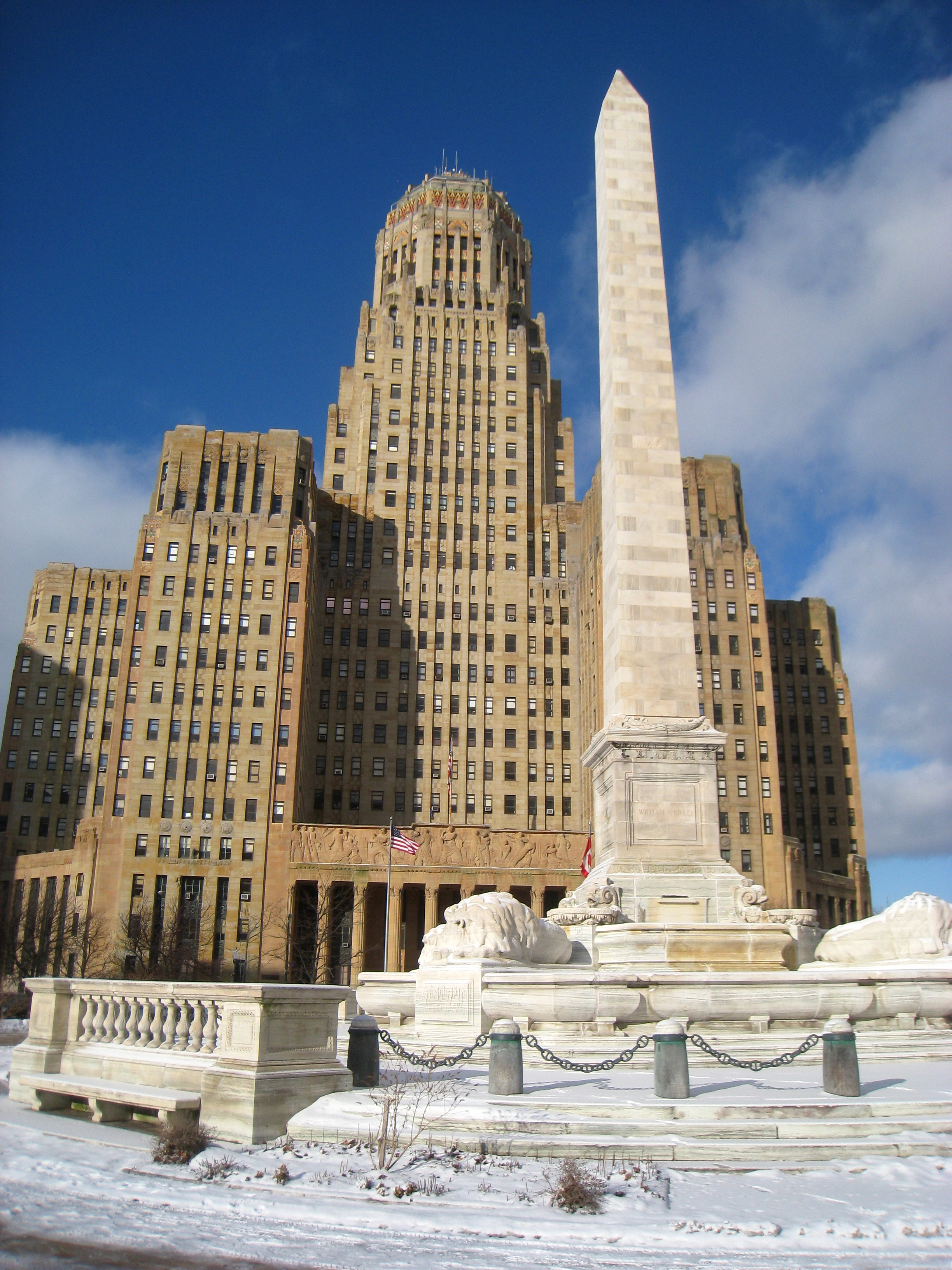
Das McKinley-Monument vor der Buffalo City Hall

Das McKinley-Monument ist ein 96 ft (29,3 m) hoher Obelisk auf dem Niagara Square in Buffalo im US-Bundesstaat New York. Der Standort des Denkmals vor der Buffalo City Hall definiert das Zentrum der Stadt.
Das Denkmal wurde vom Bundesstaat New York beim Architekturbüro Carrère and Hastings in Auftrag gegeben und am 6. September 1907 eingeweiht. Es erinnert an den 25. Präsidenten der Vereinigten Staaten, William McKinley, der während eines Besuchs der Pan-American Exposition am 6. September 1901 durch einen Schuss tödlich verwundet wurde.
Das Bauwerk, zu dessen Entwurf Daniel Burnham als beratender Architekt hinzugezogen wurde, besteht im Wesentlichen aus einem Marmor-Obelisk, dessen Baumaterial aus Vermont und Italien stammt. Ihn umgeben aus italienischem Marmor gefertigte, 12 ft (3,7 m) lange und je zwölf Tonnen schwere von Alexander Phimister Proctor entworfene Löwen. Eingraviert ist das von Carl Sandburg geschriebene Gedicht Slants at Buffalo, New York.